# Clemens von Gadendorp
Clemens von Gadendorp (auch: von Gadendorf) (* 1560; † 1606 in Kiel) war Königlicher Landrat und Amtmann.

## Leben
Clemens von Gadendorp war ein Mitglied des alten holsteinischen Adelsgeschlechts von Gadendorp und war der Sohn von Christopher von Gadendorp († 1613) und seiner Frau Drude († 1610), geb. von Ahlefeldt. Er stand im Dienst von König Friedrich II. und war königlicher Geheimer Rat, Landrat und Amtmann von Aabenraa. Clemens von Gadendorp war verheiratet mit Catharina von Ahlefeldt (1590–1627). Sie war die Tochter des Detlev von Ahlefeldt auf Osterrade und Haseldorf und der Clarelia von Reventlow.